# Museo de Arte Moderno de Bruselas
El Museo de Arte Moderno, situado en Bruselas, ha conservado obras desde finales del siglo XVIII hasta la época contemporánea: pinturas, esculturas y dibujos. Es la continuación lógica de la evolución artística que comenzó en el vecino Museo Oldmasters. Era parte de los Museos Reales de Bellas Artes de Bélgica. Está cerrado desde el 1 de febrero de 2011.

## Polémica
El Museo de Arte Moderno cerró sus puertas definitivamente el 1 de febrero de 2011 a pesar de la fuerte oposición del gran público y de artistas belgas y extranjeros. El director del museo, Michel Draguet, decidió unilateralmente convertirlo en un museo del siglo XIX.
Sin embargo, el 1 de febrero de 2012, tras una reunión con el museo sin colectivo de museos, Paul Magnette, Ministro Federal de Política Científica, declaró su intención de volver a poner a disposición del público las colecciones del Museo de Arte Moderno y Contemporáneo de Bruselas en 2013 Sin embargo, para finales de 2013, no se previó ningún museo de arte moderno o contemporáneo en Bruselas.
El museo fue finalmente reemplazado por el museo Fin de siècle, que se inauguró el 6 de diciembre de 2013.

## Colleccioens
- Pierre Alechinsky
- Francis Bacon
- Ben (Benjamin Vautier)
- Marcel Broodthaers
- Jean Brusselmans
- Giorgio de Chirico
- Gustave De Smet
- Roland Delcol
- Paul Delvaux : Nocturnes
- Dan Flavin
- Pierre-Louis Flouquet
- Lucio Fontana
- Asger Jorn
- Fernand Khnopff : Des Caresses (ou Le Sphinx, 1896)
- Karin van Leyden
- René Magritte
- Claes Oldenburg
- Constant Permeke
- Georges Vantongerloo
- Victor Servranckx
- Jean-Pierre Vielfaure
- Guillaume Vogels : Ixelles, matin pluvieux (1883), La neige, le soir (1886), Crépuscule sur le lac, La rue des chanteurs, Tempête de neige.
- Rik Wouters
- Roger Somville
- René Guiette

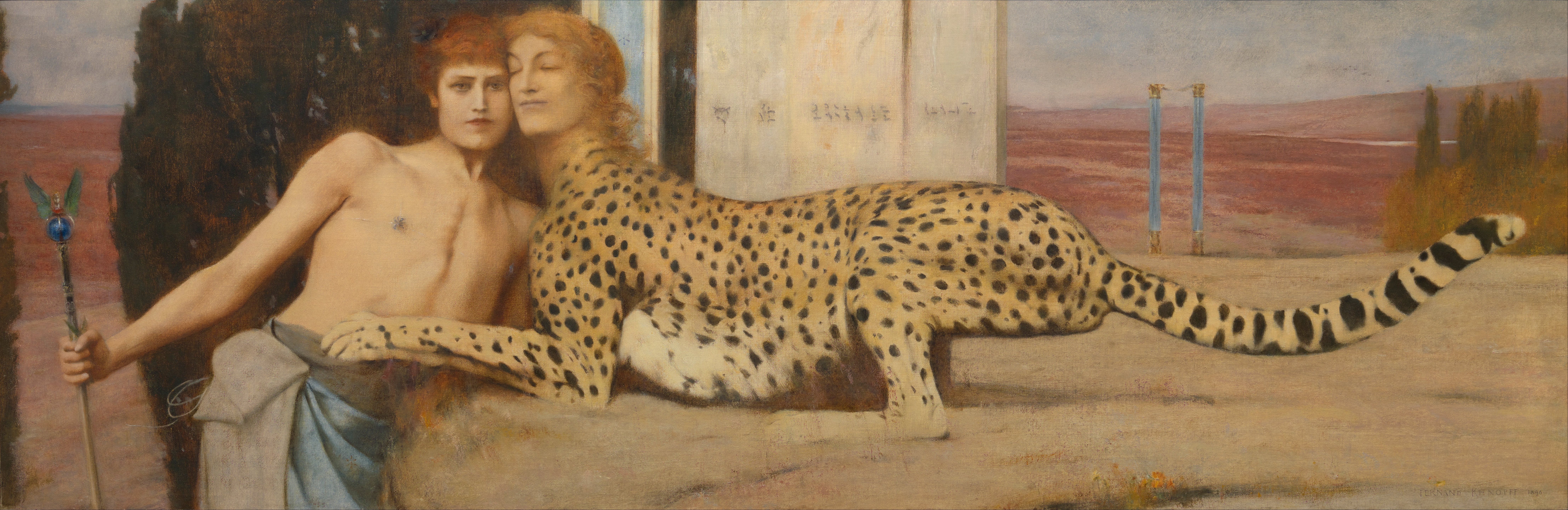
Caresses, de Fernand Khnopff.

Soy amigo de Michel Draguet y lo formé, pero lamento su decisión de cerrar el museo por el que había luchado durante veinte años. Actuó, creo, con prisa y entusiasmo por las nuevas ideas. Quizás esperaba provocar tal reacción que pronto se decidiera otra ubicación. Pero me entristece aún más que otras soluciones fueran posibles. Hay vastos espacios en las extensiones del Museo de los Antiguos Maestros, que permanecen vacíos porque no han sido limpiados de amianto por la Régie des bâtiments. La colección de Gillion Crowet podría haber sido colocada allí y el trabajo necesario realizado, manteniendo el Museo de Arte Moderno en el espacio ideado por Roger Bastin, por Philippe Robert-Jones, que durante mucho tiempo dirigió el Museo de Bellas Artes de Bruselas.
Por Philippe Robert-Jones que fue durante mucho tiempo director del Museo de Bellas Artes de Bruselas.